# 張汝濟
張汝濟（1547年—1599年），字澤民，別號傅野（傳野），世代為山東汶上縣人，四歲時過繼給荊州右衛籍之司鏜（號月泉）為後，故跟從養父姓，名汝霖。萬曆十七年（1589年）回復本姓，改名汝濟。明朝政治人物。

## 生平
荆州府學增廣生，隆慶元年（1567年）湖廣鄉試第二十一名。隆慶二年（1568年）戊辰科会试第三百六十九名，三甲第一百五十三名進士。令臨川，妙齡而有卓識，廉明精細，愛民如子，推轂人士，常若不及。邑有盗賊，盡窮其根株黨與而鋤去之，境内肅然。四年庚午（1570年）丁母罗孺人憂，服阕，擢兵部武选司主事，改吏部考功司，七年调文选司，浃旬丁父月泉公喪归。萬曆十年起補吏部稽勋司员外郎，十一年晋验封司郎中，十二年告休。十五年起復，補验封司，不久进考功司郎中，十六年调吏部文选司郎中、掌选事。十七年晋太常寺少卿，請求朝廷恢复本姓张，改名汝濟，尋進右通政，十八年升光禄寺卿，六月升太常寺卿。萬曆十九年六月以都察院右副御史、巡撫福建。后解任归里，二十七年卒，年五十三。

## 家族
曾祖父司仲才；祖父司洪；养父司鏜，號月泉，壽官。养母羅氏。具庆下。兄司汝成。生父张林。
有曾孙張士甄。